# Абрау-Дюрсо (сельский округ)
Сельский округ Абрау-Дюрсо — административно-территориальная единица города Новороссийска.
Административный центр — село Абрау-Дюрсо.

## Современный статус
Был образован в 1994 году как поселковый округ, статус сельского округа получил с 2004 года.
Сельский округ Абрау-Дюрсо, как сельские округа в целом, в ОКАТО и также Уставе Новороссийска числится в подчинении администрации города Новороссийска. В Росстате учитывается в подчинении Приморского района.
Согласно информации с официального сайта, округ находится в подчинении Новороссийского района города Новороссийска.

## Населённые пункты
Согласно ОКАТО и Уставу:
- село Абрау-Дюрсо (до 2004 года рабочий посёлок[2]),
- село Большие Хутора,
- хутор Дюрсо,
- хутор Камчатка,
- посёлок Лесничество Абрау-Дюрсо,
- село Северная Озереевка.

По официальной информации с сайта города, учитывающей Глебовский сельский округ, в сельский округ Абрау-Дюрсо входят все указанные населённые пункты (посёлок Лесничество Абрау-Дюрсо указан как хутор Лесничество), за исключением Северной Озереевки (включена в Глебовский сельский округ как Северная Озерейка). По другой информации, в округ входят все указанные населённые пункты, а также село Южная Озереевка — указано как Южная Озерейка, официально в подчинении Приморского района (округа).